# (2937) Gibbs
(2937) Gibbs es un asteroide que forma parte del grupo de los asteroides que cruzan la órbita de Marte y fue descubierto el 14 de junio de 1980 por Edward L. G. Bowell desde la Estación Anderson Mesa, en Flagstaff, Estados Unidos.

## Designación y nombre
Gibbs se designó al principio como 1980 LA.
Más adelante, en 1984, fue nombrado en honor del matemático y físico estadounidense Josiah Willard Gibbs (1839-1903).

## Características orbitales
Gibbs orbita a una distancia media de 2,32 ua del Sol, pudiendo alejarse hasta 3,023 ua y acercarse hasta 1,616 ua. Su excentricidad es 0,3033 y la inclinación orbital 21,76 grados. Emplea 1290 días en completar una órbita alrededor del Sol.

## Características físicas
La magnitud absoluta de Gibbs es 13,1 y el periodo de rotación de 3,062 horas.